# Championnats du monde de taekwondo 2025
Navigation
Édition précédente Édition suivante
Les Championnats du monde de taekwondo 2025 se déroulent du 24 au 30 octobre 2025 à Wuxi (Jiangsu) en Chine. 16 épreuves de taekwondo figurent au programme, huit masculines et huit féminines, et classées par catégories de poids.
Wuxi avait initialement été choisie pour accueillir les Championnats du monde de taekwondo 2021 mais en raison de la pandémie mondiale de COVID-19, Wuxi a renoncé à accueillir les Championnats du monde de taekwondo. Début 2023, les championnats de 2025 sont programmés à Wuxi.

## Podiums

### Hommes
| Catégorie              | Or | Argent | Bronze |
| ---------------------- | -- | ------ | ------ |
| Poids fins (–54 kg)    |    |        |        |
|                        |    |        |        |
| Poids mouches (–58 kg) |    |        |        |
|                        |    |        |        |
| Poids coqs (–63 kg)    |    |        |        |
|                        |    |        |        |
| Poids plumes (–68 kg)  |    |        |        |
|                        |    |        |        |
| Poids légers (–74 kg)  |    |        |        |
|                        |    |        |        |
| Poids welters (–80 kg) |    |        |        |
|                        |    |        |        |
| Poids moyens (–87 kg)  |    |        |        |
|                        |    |        |        |
| Poids lourds (+87 kg)  |    |        |        |
|                        |    |        |        |

### Femmes
| Catégorie              | Or | Argent | Bronze |
| ---------------------- | -- | ------ | ------ |
| Poids fins (–46 kg)    |    |        |        |
|                        |    |        |        |
| Poids mouches (–49 kg) |    |        |        |
|                        |    |        |        |
| Poids coqs (–53 kg)    |    |        |        |
|                        |    |        |        |
| Poids plumes (–57 kg)  |    |        |        |
|                        |    |        |        |
| Poids légers (–62 kg)  |    |        |        |
|                        |    |        |        |
| Poids welters (–67 kg) |    |        |        |
|                        |    |        |        |
| Poids moyens (–73 kg)  |    |        |        |
|                        |    |        |        |
| Poids lourds (+73 kg)  |    |        |        |
|                        |    |        |        |

## Tableau des médailles
| Rang  | Nation | Or | Argent | Bronze | Total |
| Total | Total  | -  | -      | -      | -     |
| ----- | ------ | -- | ------ | ------ | ----- |